# Strumigenys formosensis
Strumigenys formosensis là một loài kiến đặc hữu của Đài Loan. 